# Anton Cajtoft
Björn Anton Cajtoft (Jönköping, 13 febbraio 1994) è un calciatore svedese, portiere del Bryne.

## Carriera

### Club
Figlio di un portiere, ha iniziato a giocare a calcio a Bankeryd, suo quartiere di origine, quando aveva 6 anni.
Nell'estate 2008 è stato invitato al camp estivo della principale squadra della città di Jönköping, lo Jönköpings Södra. L'interesse della società lo ha portato a firmare un contratto qualche mese più tardi.
Nell'ottobre 2012 è stato promosso in prima squadra, con la firma di un contratto annuale e il ruolo di terzo portiere. Il 2 novembre 2013 gli viene concessa la sua prima presenza in Superettan, all'ultima giornata di campionato, mantenendo la porta inviolata contro il GAIS (1-0). Nel dicembre dello stesso anno ha firmato un rinnovo di due anni.
Cajtoft ha iniziato da terzo portiere anche la stagione 2014, ma gli infortuni a Niklas Helgesson e Damir Mehić gli hanno permesso di ritagliarsi uno spazio da titolare, poi mantenuto anche in seguito. Nella Superettan 2015, vinta proprio dallo Jönköpings Södra, Cajtoft con 19 presenze si è in parte alternato a Mehić, il quale ne ha collezionate 11.
La promozione dell'anno precedente ha permesso a Cajtoft di giocare per la prima volta nel campionato di Allsvenskan. Tuttavia, già nel corso della terza giornata è stato vittima di un grave infortunio, ovvero la rottura di due legamenti crociati e dei tendini del ginocchio, con conseguente assenza per il resto della stagione.
È rientrato in campo solo nel 2017, anno terminato con la discesa in Superettan. Proprio nella partita che ha decretato la retrocessione, ovvero il match di ritorno dello spareggio salvezza giocato il 19 novembre 2017 contro il Trelleborg, Cajtoft si è nuovamente infortunato al ginocchio. A causa di ciò, ha saltato l'intera stagione 2018, non giocando neppure una partita. Nel novembre 2018 ha comunque rinnovato per altri tre anni il proprio contratto in scadenza con lo Jönköpings Södra. Nel campionato di Superettan 2019 ha giocato solo una partita, poiché considerato riserva di Frank Pettersson. Nella Superettan 2020 le sue presenze sono state sette. Al termine della stagione, dopo oltre dieci anni tra settore giovanile e prima squadra, Cajtoft ha lasciato lo Jönköpings Södra con un anno di anticipo rispetto alla scadenza contrattuale.
Nel gennaio del 2021 si è accordato a parametro zero con il Norrby, altra squadra militante in Superettan.
Il 20 dicembre 2022 è stato reso noto il suo trasferimento ai norvegesi del Bryne, per cui ha firmato contratto valido a partire dalla riapertura del calciomercato locale.

### Nazionale
Il 10 ottobre 2014 ha debuttato con la maglia della Nazionale Under-19, in occasione dell'amichevole di Uppsala persa 0-1 contro la Finlandia.
Il 14 novembre 2014 è stato chiamato a difendere i pali della Nazionale Under-21, ma nell'estate seguente non è stato convocato per la fase finale degli Europei 2015 di categoria vinti proprio dalla Svezia. Nell'agosto 2015 è diventato stabilmente il nuovo portiere dell'Under-21 che si apprestava a iniziare un nuovo corso. L'infortunio a lungo termine riportato durante il campionato 2016 lo ha costretto a saltare anche le Olimpiadi di Rio 2016, oltre a gran parte delle qualificazioni agli Europei Under-21 2017. È comunque riuscito a recuperare in tempo per partecipare alla fase finale della competizione, giocando titolare tutte e tre le partite della fase a gruppi, al termine della quale la Svezia è stata eliminata.

## Palmarès

### Club

#### Competizioni nazionali
- Superettan: 1

Jönköpings Södra: 2015